# Василёнок, Михаил Михайлович
Михаи́л Василёнок (латыш. Mihails Vasiļonoks; 1 мая 1948, Тауркалне, Valle Parish — 30 апреля 2023) — советский и латвийский хоккеист,  вратарь и тренер.

## Биография
В составе рижского «Динамо» выступал в чемпионате СССР. Несколько матчей провёл за состав московского «Динамо». За сборную СССР был в заявке на кубке Канады 1976. Завершил карьеру в 1994 году. Работал тренером вратарей «Пардаугавы» и лиепайского «Металлурга». С 2009 по 2010 год — тренер вратарей сборной Латвии. С 2012 года работал генеральным менеджером команды «Металлург» (Лиепая).
Скончался 30 апреля 2023 года в возрасте 74 лет.